# Мерзляки (Юрьянский район)
Мерзляки — деревня в Юрьянском районе Кировской области России. Входит в состав Верховинского сельского поселения.

## География
Деревня находится на севере центральной части Кировской области, в подзоне средней тайги.

### Климат
Климат характеризуется как континентальный, умеренно холодный. Среднегодовая температура — 1,5 °C. Средняя температура воздуха самого холодного месяца (января) составляет −14,2 °C (абсолютный минимум — −47 °С); самого тёплого месяца (июля) — 17,8 °C (абсолютный максимум — 37 °С). Безморозный период длится в течение 103—110 дней. Годовое количество атмосферных осадков — 583—621 мм. Снежный покров держится в течение 168—172 дней.

## Население
| 2010 |
| ---- |
| 0    |

## Инфраструктура
Личное подсобное хозяйство с зоной сельскохозяйственного использования, индивидуальная застройка усадебного типа.

## Транспорт
Деревня доступна автотранспортом со станции Великая.